# Grammy Award for Best Gospel Vocal Performance by a Duo or Group, Choir or Chorus
Der Grammy Award for Best Gospel Vocal Performance by a Duo or Group, Choir or Chorus, auf Deutsch „Grammy-Auszeichnung für die beste Gospel-Gesangsdarbietung eines Duos, einer Gruppe oder eines Chors“, ist ein Musikpreis, der von 1984 bis 1990 von der amerikanischen Recording Academy im Bereich der Gospelmusik verliehen wurde.

## Geschichte und Hintergrund
Die seit 1959 verliehenen Grammy Awards werden jährlich in zahlreichen Kategorien von der Recording Academy in den Vereinigten Staaten vergeben, um künstlerische Leistung, technische Kompetenz und hervorragende Gesamtleistung ohne Rücksicht auf die Album-Verkäufe oder Chart-Position zu würdigen.
Eine dieser Kategorien ist der Grammy Award for Best Gospel Vocal Performance by a Duo or Group, Choir or Chorus. Der Preis wurde von 1984 bis 1990 vergeben.  Ursprünglich hieß der Preis Grammy Award for Best Gospel Performance by a Duo or Group. Die Bezeichnung änderte sich 1986 in Grammy Award for Best Gospel Performance by a Duo or Group, Choir or Chorus und 1990 in Grammy Award for Best Gospel Vocal Performance by a Duo or Group, Choir or Chorus.

## Gewinner und Nominierte
| Jahr | Gewinner                         | Nationalität       | Werk                             | Nominierte | Bild des/der Gewinner(s) |
| ---- | -------------------------------- | ------------------ | -------------------------------- | ---------- | ------------------------ |
| 1984 | Larnelle Harris und Sandi Patti  | Vereinigte Staaten | More Than Wonderful              |            |                          |
| 1985 | Debby Boone und Phil Driscoll    | Vereinigte Staaten | Keep The Flame Burning           |            |                          |
| 1986 | Larnelle Harris und Sandi Patti  | Vereinigte Staaten | I’ve Just Seen Jesus             |            |                          |
| 1987 | Deniece Williams und Sandi Patti | Vereinigte Staaten | They Say                         |            |                          |
| 1988 | Mylon LeFevre und Broken Heart   | Vereinigte Staaten | Crack the Sky                    |            |                          |
| 1989 | The Winans                       | Vereinigte Staaten | The Winans Live at Carnegie Hall |            |                          |
| 1990 | Take 6                           | Vereinigte Staaten | The Savior Is Waiting            |            |                          |